# Cissus guerkeana
Cissus guerkeana là một loài thực vật hai lá mầm trong họ Nho. Loài này được (Büttner) T.Durand & Schinz miêu tả khoa học đầu tiên năm 1896.